# Maison Morel

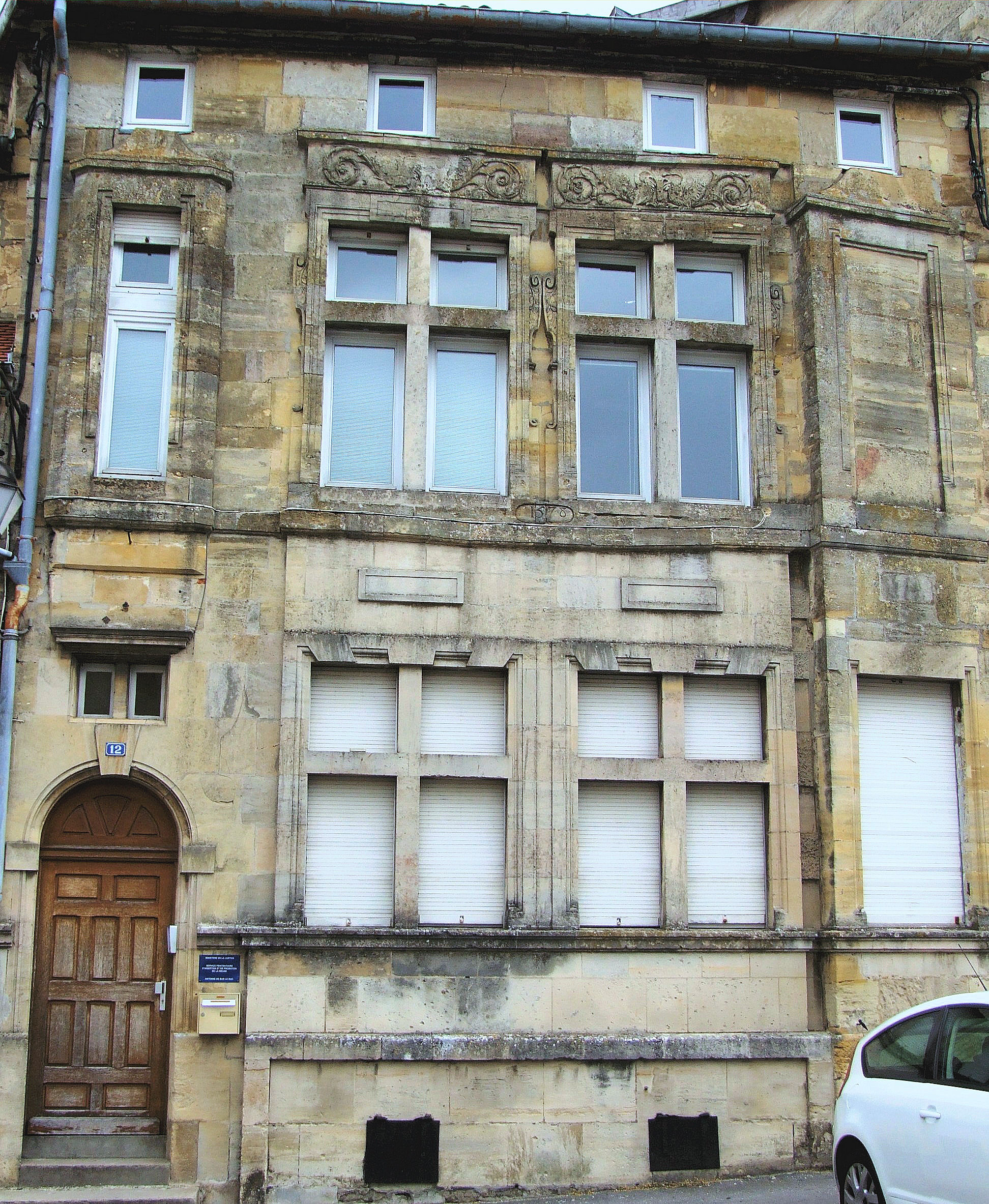
Maison Morel in Bar-le-Duc

Die Maison Morel in Bar-le-Duc, einer französischen Stadt im Département Meuse in Lothringen, wurde in der zweiten Hälfte des 16. Jahrhunderts errichtet. Das Wohnhaus an der Place de la Halle Nr. 88 wurde 1988 als Monument historique in die Liste der Baudenkmäler in Frankreich aufgenommen.
Die Fassade des zweigeschossigen Stadtpalastes im Stil der Renaissance wird durch Gesimse gegliedert. Bei verschiedenen Renovierungsarbeiten wurden große Veränderungen vorgenommen.
Das rundbogige Portal ist mit Rundstäben verziert. Auf der Agraffe ist eine moderne Hausnummer angebracht.